# Modelowanie pośladków

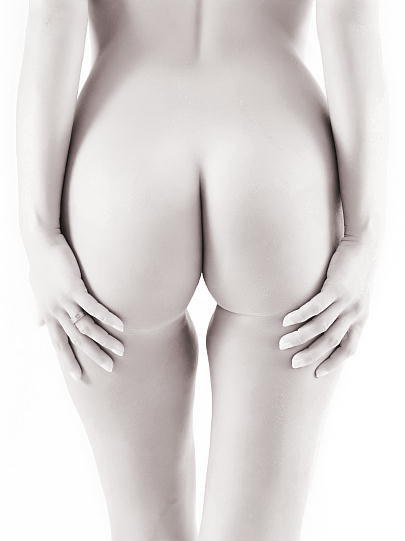
Pośladki u kobiety

Modelowanie pośladków – zabieg chirurgiczny  polegający na zmianie kształtu i rozmiaru pośladków. Modelowanie pośladków dokonuje się wykorzystując specjalne implanty, własną tkankę tłuszczową lub łącząc obie te metody. Modelowanie pośladków wykonuje się w celu poprawy sylwetki, poprawy kobiecych kształtów, a tym samym zwiększenia samooceny. Pośladki w wyniku utraty masy ciała lub starzenia się skóry nabierają obwisłych kształtów, a zabieg pozwala zniwelować ten problem.

## Kandydat do zabiegu
Zabieg wykonywany jest przede wszystkim u kobiet. Kandydatka do zabiegu powinna być w pełni zdrowa, wskazaniami do zabiegu są: dysproporcje pośladków, nieproporcjonalnie małe pośladki względem reszty ciała, obwisły wygląd pośladków po znacznej utracie masy ciała, bądź w wyniku naturalnych procesów starzenia oraz ogólnie pojęte niezadowolenie z wyglądu własnych pośladków.

## Bezpieczeństwo zabiegu
Modelowanie pośladków jak każdy zabieg chirurgiczny obciążony jest ryzykiem wystąpienia powikłań, choć powikłania w przypadku modelowania pośladków zdarzają się bardzo rzadko to jednak nie można ich zupełnie wyeliminować. Do najczęściej występujących powikłań można zaliczyć: infekcje, nadmierne krwawienie, widoczne, trudno gojące się blizny, uszkodzenia nerwów, pęknięcie lub przemieszczenie się implantu oraz reakcje alergiczne.

W przypadku gdy do modelowania pośladków wykorzystana jest własna tkanka tłuszczowa mogą wystąpić takie powikłania jak: zakrzepy lub obrzęki, nadmierna utrata krwi, drętwienie operowanej okolicy, zasinienie oraz krwiaki, powikłania płucno-kardiologiczne, martwica tkanek lub asymetria.

## Przygotowania do zabiegu
Zanim pacjentka zostanie pozytywnie zakwalifikowana do zabiegu konieczne jest wykonanie podstawowych badań krwi. Jak przed każdym zabiegiem z zakresu chirurgii estetycznej zaleca się zaprzestanie palenia papierosów, na co najmniej kilka tygodni przed zabiegiem. Na co najmniej 6 tygodni przed zabiegiem zaleca się unikanie przyjmowania tabletek mogących wpływać ujemnie na krzepliwość krwi, np. aspiryny.

## Przebieg zabiegu

### Modelowanie z wykorzystaniem implantów
W przypadku modelowania pośladków z wykorzystaniem implantów, po podaniu anestezji chirurg wykonuje nacięcia przez które umieszczane są implanty. Dokładna lokalizacja nacięć uzależniona jest od indywidualnego przypadku, mogą to być nacięcia w górnej partii pośladków, w dolnej, zewnętrznej lub wewnętrznej. Implanty najczęściej umieszcza się pod mięśniem pośladkowym lub bezpośrednio nad nim. Po zakończeniu umieszczania implantów nacięcia są zszywane.

### Modelowanie z wykorzystaniem tkanki tłuszczowej
Modelowanie pośladków z wykorzystaniem własnej tkanki tłuszczowej przebiega podobnie z tym, że po podaniu znieczulenia z wybranych obszarów ciała pobierana jest tkanka tłuszczowa. Dokonuje się tego za pomocą liposukcji. W celu osiągnięcia lepszych rezultatów zabiegu chirurg może pobrać więcej tkanki tłuszczowej niż konieczne, jest to do poprawy wyglądu pośladków, celem poprawy wyglądu okolicy dawczej. Pobrana tkanka tłuszczowa poddawana jest specjalnej obróbce, a następnie aplikowana za pomocą iniekcji w okolice pośladków. Ludzki organizm część tłuszczu, który został podany podczas zabiegu, wchłonie, a co za tym idzie efekt zabiegu będzie mniejszy niż początkowo.

## Rekonwalescencja
Po zabiegu modelowania pośladków dolegliwości bólowe oraz obrzęki są czymś naturalnym. Jeśli procedura chirurgiczna przewidywała zastosowanie  implantów, wówczas konieczne jest noszenie specjalnej odzieży uciskowej przez kilka tygodni po zabiegu. W przypadku powiększania pośladków własnym tłuszczem, przesz ok. 2 tygodni zaleca się unikanie pozycji siedzącej, gdyż może to mieć wpływ na uszkodzenie komórek tłuszczowych. Również w porze nocnej pośladki nie powinny być obciążane dlatego zaleca się spanie na boku lub na brzuchu. W celu lepszego odprowadzenia płynów i krwi po zabiegu chirurg może założyć drenaż. Powrót do normalnej aktywności fizycznej oraz zawodowej możliwy jest od dwóch do ośmiu tygodni zależnie od zastosowanej metody. Pierwsze efekty widoczne są już bezpośrednio po zabiegu, jednak na ostateczny rezultat będzie trzeba poczekać, do kilku miesięcy. W tym czasie wchłoną się obrzęki i krwiaki oraz zagoją rany. Prowadzenie zdrowego tryby życia oraz utrzymywanie wagi ciała na właściwym poziomie, pomagają uzyskać trwały efekt zabiegu.